# 鳥海高原矢島スキー場
鳥海高原矢島スキー場（ちょうかいこうげんやしまスキーじょう）は、秋田県由利本荘市矢島町荒沢にある由利本荘市営のスキー場である。鳥海山の秋田県側の山麓に位置する。

## ゲレンデ

### 初級者向けコース
- パノラマコース

### 中級者向けコース
- ファミリーコース (ナイター滑走可)
- エキスパートコース

### 上級者向けコース
- フリーライドコース
- パラダイスコース
- チャンピオンコース (ナイター滑走可)

## スノーパーク
- キッカー
- ウェーブ
- ドンキーレール
- ダウンレール
- 台形レール
- 2way キッカー
- ミニキッカー
- ナローボックス
- バンク

## アクセス

### 自動車
- 日本海東北自動車道本荘ICから国道107号、秋田県道43号本荘西目線、国道108号および秋田県道32号仁賀保矢島館合線経由で約1時間
- 東日本旅客鉄道（JR東日本）羽後本荘駅から車で約1時間

### 鉄道
- 由利高原鉄道鳥海山ろく線矢島駅から車で4km、約20分。